# Baleï (Russie)
Pour les articles homonymes, voir Baleï.
Baleï (en russe : Балей) est une ville du kraï de Transbaïkalie, en Russie, et le centre administratif du raïon de Baleï. Sa population s'élevait à 10 879 habitants en 2019.

## Géographie
Baleï est arrosée par la rivière Ounda, dans le bassin de l'Amour, et se trouve à 45 km au sud de Nertchinsk, à 222 km l'est de Tchita et à 4 945 km à l'est de Moscou.

## Histoire
Au XIXe siècle se trouvait à la place de la ville actuelle le village de laveurs d'or de Novotroïtskoïe. La production d'or commença en 1858. Baleï a le statut de ville depuis 1938.
En 1947, le plus important gisement d'or de la région fut découvert à Tasseïevskoïe. Les prisonniers du BaleïLag, un camp du Goulag, furent chargés de son exploitation.

## Population
Recensements ou estimations de la population
| 1939*  | 1959*  | 1970*  | 1979*  | 1989*  | 2002*  | 2010*  | 2012   |
| ------ | ------ | ------ | ------ | ------ | ------ | ------ | ------ |
| 31 206 | 28 848 | 27 215 | 25 896 | 23 898 | 14 797 | 12 533 | 12 208 |

| 2013   | 2014   | 2015   | 2016   | 2017   | 2018   | 2019   | 2020 |
| ------ | ------ | ------ | ------ | ------ | ------ | ------ | ---- |
| 12 051 | 11 835 | 11 696 | 11 587 | 11 370 | 11 151 | 10 879 | -    |